# ماتياس هارفي بالدوين
ماتياس هارفي بالدوين (بالإنجليزية: Matthias Harvey Baldwin) هو مهندس معماري أمريكي، ولد في 1827، وتوفي في 1891.